# چیتگر (قوچان)
چیتگر، روستایی است از توابع بخش مرکزی شهرستان قوچان در استان خراسان رضوی ایران.

## جغرافیا
این روستا در ۳۵ کیلومتری قوچان و در مسیر فرعی جاده اسفراین قرار دارد.

## جمعیت
این روستا در دهستان قوچان عتیق قرار داشته و بر اساس سرشماری سال ۱۳۹۵ جمعیت آن ۲۹۱ نفر (۹۲ خانوار) است.

## کشاورزی در چیتگر
محصولات و تولیدات این روستا به ترتیب فراوانی تولید عبارتند از:
- انگور (کشمش)
- شیره انگور
- لبنیات
- گردو و بادام
- سیب درختی
- یونجه
- گندم و جو
- چغندر
- زردآلو